# 登嘉楼苏丹
登嘉楼苏丹是马来西亚登嘉楼州世袭的最高统治者。国家的执行机关授予他登嘉楼州君主的身份。根据马来西亚联邦宪法38条文，登嘉楼苏丹有权列席统治者会议，并被选举为马来西亚最高元首和副最高元首。
现任登嘉楼苏丹为端姑米占·再纳·阿比丁，于1998年5月14日即位。他曾担任过第十三任马来西亚最高元首。

## 历任苏丹
| 顺序 | 肖像 | 名称                  | 生卒日期                      | 在位日期                       | 备注                       |
| ---- | ---- | --------------------- | ----------------------------- | ------------------------------ | -------------------------- |
| 1    |      | 端姑再纳·阿比丁       | 1678年－1733年3月7日          | 1725年－1733年3月7日           | - 由柔佛苏丹册封           |
| 2    |      | 端姑满速沙            | 1726年5月23日－1794年1月17日  | 1733年3月7日－1794年1月17日    |                            |
| 3    |      | 端姑再纳·阿比丁二世   | 1744年5月7日－1808年10月23日  | 1793年1月26日－1808年10月23日  |                            |
| 4    |      | 端姑阿末沙            | ？－1830年7月4日              | 1808年10月23日－1830年7月4日   |                            |
| 5    |      | 端姑阿都-拉曼         | ？－1831年1月30日             | 1830年7月4日－1831年1月30日    | - 从1826年开始摄政         |
| 6    |      | 端姑达勿              | ？－1835年6月8日              | 1831年1月30日－1831年          |                            |
| 7    |      | 端姑满速沙二世        | ？－1837年3月8日              | 1831年1月30日－1837年3月8日    |                            |
| 8    |      | 端姑莫哈末沙          | 1821年－1840年6月9日          | 1837年3月8日－1839年11月4日    | - 废位                     |
| 9    |      | 端姑乌玛              | 1806年－1876年4月11日         | 1839年11月4日－1876年4月11日   |                            |
| 10   |      | 端姑马末·慕斯达法沙   | 待考                          | 1876年4月11日－1877年1月16日   | - 废位                     |
| 11   |      | 端姑阿末沙二世        | 1839年－1881年12月18日        | 1877年1月16日－1881年12月18日  | - 从1876年开始摄政         |
| 12   |      | 端姑再纳·阿比丁三世   | 1866年4月12日－1918年11月25日 | 1881年12月18日－1918年11月25日 |                            |
| 13   |      | 端姑莫哈末沙二世      | 1888年9月7日－1956年4月11日   | 1918年11月25日－1920年5月20日  | - 禪位                     |
| 14   |      | 端姑苏莱曼沙          | 1895年11月21日－1942年9月25日 | 1920年5月20日－1942年9月25日   |                            |
| 15   |      | 端姑阿里沙            | 1914年1月24日－1996年5月17日  | 1942年9月25日－1945年9月29日   |                            |
| 16   |      | 端姑依斯迈·纳西鲁丁沙 | 1907年1月24日－1979年9月20日  | 1945年9月29日－1979年9月20日   | - 马来西亚第四任最高元首   |
| 17   |      | 端姑马末沙            | 1930年4月29日－1998年5月14日  | 1979年9月21日－1998年5月14日   |                            |
| 18   |      | 端姑米占·再纳·阿比丁  | 1962年1月22日－               | 1998年5月16日－                | - 马来西亚第十三任最高元首 |